# Cardiochiles ruficollis
Cardiochiles ruficollis är en stekelart som först beskrevs av Cameron 1902.  Cardiochiles ruficollis ingår i släktet Cardiochiles och familjen bracksteklar. Inga underarter finns listade.